# Pfarrkirche Parndorf

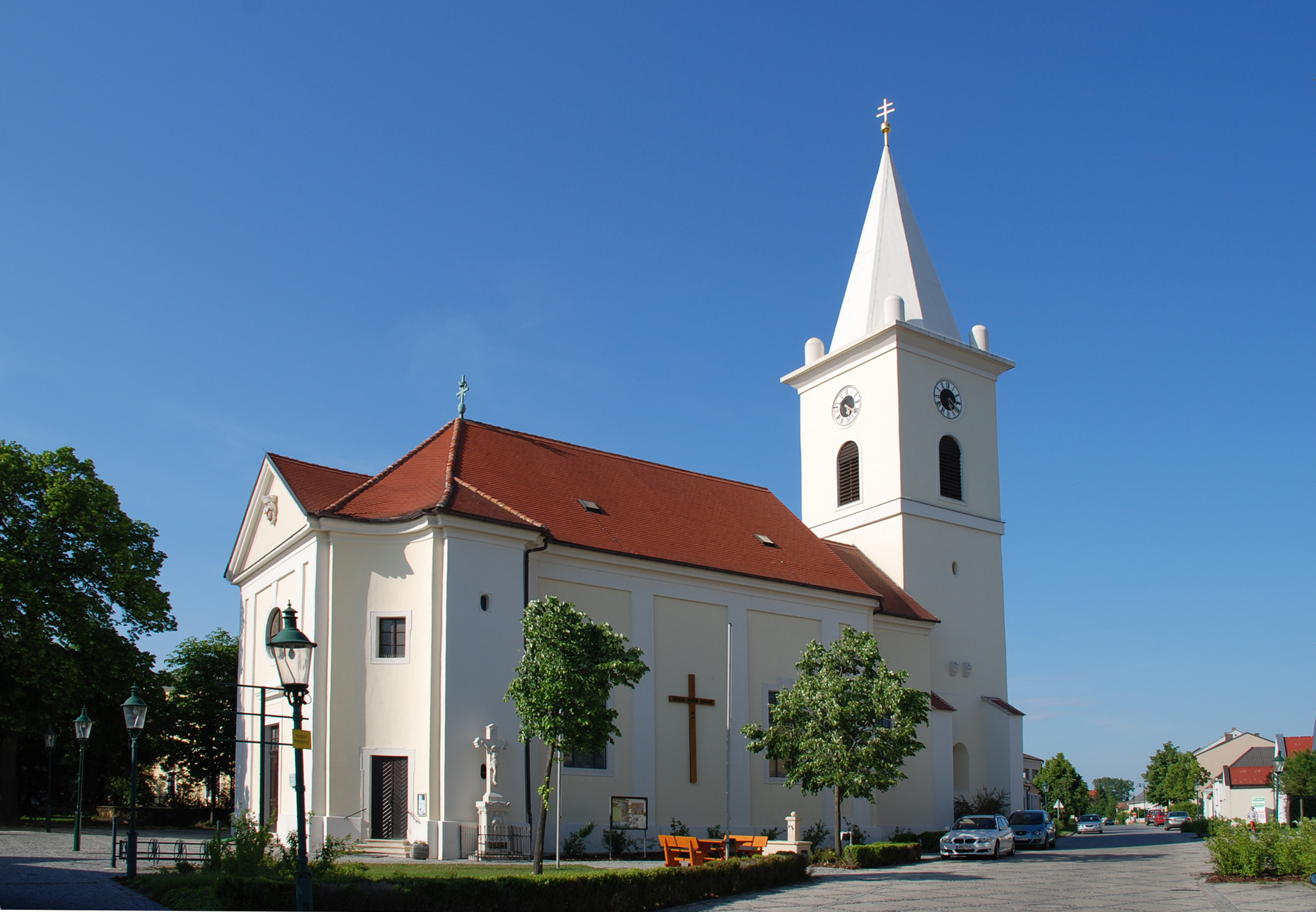
Katholische Pfarrkirche hl. Ladislaus in Parndorf

Die römisch-katholische Pfarrkirche Parndorf steht am Nordostende des zentralen Angers in der Gemeinde Parndorf im Bezirk Neusiedl am See im Burgenland. Die Pfarrkirche ist dem heiligen Ladislaus geweiht und gehört zum Dekanat Neusiedl am See in der Diözese Eisenstadt. Das Bauwerk steht unter Denkmalschutz.

## Geschichte
Eine mittelalterliche Pfarre wird angenommen. Eine Sankt-Benedikt-Kirche wurde 1430 urkundlich genannt. Die Neugründung der Pfarre und der Wechsel zum Patrozinium Ladislaus erfolgte 1572. 1965 war eine Restaurierung.

## Architektur
Der romanische Ostturm hat eine Apsis und ist in einer Achse mit dem barocken Chor und Langhaus verbunden. Das Untergeschoß des Turmes und die halbrunde niedrige Apsis sind aus romanischem Quadermauerwerk aus dem 12. und 13. Jahrhundert. Die Strebepfeiler wurden später ergänzt. Das Turmobergeschoß ist aus dem 16. Jahrhundert. Der Steinhelm des Turmes wurde im 19. Jahrhundert erneuert. Der an den Turm anschließende flach gedeckte Chor steht auf romanischen Fundamenten. Das Langhaus wurde von 1716 bis 1718 nach einem Plan von Johann Lucas von Hildebrandt zeitgleich mit dem Unteren Belvedere errichtet. Die westliche Giebelfassade mit einschwingenden Seitenrisaliten zeigt im Giebel das Wappen der Patronatsfamilie Harrach.
Der bemerkenswerte Saalraum hat hinter einem schmalen westlichen Fassadenjoch ein zweijochiges Kirchenschiff mit einem einjochigen Chorraum unter einem Tonnengewölbe mit Stichkappen und hat schiffmittig einen Doppelgurt auf flachen Pilastern. Die dreiachsige Empore steht auf Stützen. Die Emporenbrüstung ist mittig halbrund vorgezogen. Der rundbogige Triumphbogen ist breit angelegt. An der Apiswand ist ein tiefer Schildbogen. Das Turmuntergeschoß ist eine romanische kreuzgratgewölbte Kapelle mit einem breiten Gurtbogen zur Apsis. Ebendort wurden 1965 ein Gebäudeschaden mit Beton unterfangen.
In mehrjähriger Vorbereitungs- und Restaurierungsarbeit wurde von 2008 bis 2013 im Kircheninneren die übermalte Wandmalerei vom Tiroler Maler Johann Gfall aus 1768/1769 freigelegt. Die Malerei schafft im Chorabschluss hinter dem Hochaltar die Illusion eines weiten überkuppelten Raumes. Ein Deckengemälde zeigt eine Himmelsvision von einem rahmenden Pflanzenstab umgeben.

## Ausstattung
Die Altäre sind aus dem 18. Jahrhundert. Der Hochaltar zeigt das Altarblatt Hl. Ladislaus vor der Madonna von Carl Johann Hemerlein aus dem 3. Viertel des 19. Jahrhunderts in einem flachen reich geschwungenen Volutenrahmen. Über den Opfergangsportalen stehen die Figuren der Apostel Petrus und Paulus. Die Seitenaltäre am Triumphbogen zeigen in Rahmen aus geschwungenen Voluten die Bilder hl. Antonius von Padua links und die Vermählung der hl. Katharina rechts.
Die Kanzel aus dem 2. Viertel des 18. Jahrhunderts zeigt am Korb das Wappen der Harrach. Es gibt eine Konsolfigur hl. Johannes Nepomuk aus dem 18. Jahrhundert an der Südwand. Es gibt eine volkstümliche Madonna um 1700. Der Taufstein in der Turmkapelle trägt eine Täufergruppe aus dem 18. Jahrhundert. Im Boden der Turmkapelle liegen Grabsteine mit den Jahresangaben 1530, 1722 zu einem Priester, 1664.
Die Orgel aus 2006 mit 16 Registern wurde von Anton Škrabl gebaut. Eine Glocke goss 1843 Josef Golner in Preßburg.